# Jun (THE WILLARD)
Jun（ジュン、本名：帯賀淳、1963年10月6日 - ）は日本のパンク・ロックバンドTHE WILLARDの現在唯一の正式メンバー。ヴォーカリスト、ギタリスト。
岡山県倉敷市出身。O型。

## 人物
遠藤ミチロウ率いるザ・スターリンにギタリストとして加入していた時期がある。
THE WILLARDは現在も活動中であり、その楽曲のほとんどの作詞作曲を手掛けている。
インディーズ時代よりドラム以外のパートを全て自身でレコーディングしている。メジャーデビュー後、中期から正式メンバーとしてのギタリストが不在となってからは、音源を中心にギターパートも務めている。